# Stylantheca petrograpta
Stylantheca petrograpta är en nässeldjursart som först beskrevs av Fisher 1938.  Stylantheca petrograpta ingår i släktet Stylantheca och familjen Stylasteridae. Inga underarter finns listade i Catalogue of Life.